# Воронезька державна лісотехнічна академія
Воронезька державна лісотехнічна академія (ВДЛТА, рос. Воронежская государственная лесотехническая академия, ВГЛТА) — вищий навчальний заклад міста Воронежа. Заснований 1930 року.

## Випускники
- Агапонов Микола Нефедович (1940) — український вчений-лісівник.